# Первомайське (Федоровський район)
Первома́йське (каз. Первомай) — село у складі Федоровського району Костанайської області Казахстану. Адміністративний центр Первомайського сільського округу.
Населення — 732 особи (2021; 889 у 2009, 1139 у 1999, 1438 у 1989).